# Jean-Marie Buisset
Jean-Marie Buisset (Anderlecht, 21 augustus 1938 - 7 februari 2010) was een Belgisch hockeyer en bobsleeër.

## Levensloop
Buisset was actief als doelman bij Royal Daring, Royal Baudouin en RRC Bruxelles. Op het einde van zijn spelerscarrière maakte hij de overstap naar Relais HC en La Rasante. Hij werd tweemaal verkozen tot beste doelman ter wereld.
Ook maakte hij deel uit van de Belgische veld- en zaalhockeyploeg. Hij verzamelde ca. 100 caps en nam met de nationale ploeg onder meer deel aan de Olympische Zomerspelen van 1964, 1968 & 1972. Met de nationale indoorploeg behaalde hij zilver op het Europees kampioenschap van 1976 te Arnhem.
Na zijn spelerscarrière ging hij aan de slag als coach. In deze hoedanigheid was hij onder meer actief bij Royal White Star, Royal Orée, Royal Beerschot, RRC de Bruxelles en het damesteam van Royal Léopold.
Als bobsleeër nam hij deel aan de Olympische Winterspelen van 1964 in zowel de 2-mansbob als de 4-mansbob.
Zijn echtgenote Nicole was eveneens actief in het hockey, evenals hun zonen Jean-Didier en Olivier.